# Palagianello
Palagianello är en ort och kommun i provinsen Taranto i regionen Apulien i Italien. Kommunen hade 7 834 invånare (2017).